# محمدحسین اژدری
علی داوودی از سیاستمداران ایرانی بود، که در دوره‌  بیستم بعنوان نماینده بافت در مجلس شورای ملی حضور داشت.